# Akbar Joʻrayev
Akbar Joʻrayev (también escrito como Akbar Djuraev; Taskent, 8 de octubre de 1999) es un deportista uzbeko que compite en halterofilia.
Participó en dos Juegos Olímpicos de Verano, obteniendo dos medallas, oro en Tokio 2020 (109 kg) y plata en París 2024 (102 kg). Ganó dos medallas de oro en el Campeonato Mundial de Halterofilia, en los años 2021 y 2023.

## Palmarés internacional
| Juegos Olímpicos   | Juegos Olímpicos      | Juegos Olímpicos | Juegos Olímpicos |
| Año                | Lugar                 | Medalla          | Categoría        |
| ------------------ | --------------------- | ---------------- | ---------------- |
| 2020               | Tokio (Japón)         | Medalla de oro   | 109 kg           |
| 2024               | París (Francia)       | Medalla de plata | 102 kg           |
| Campeonato Mundial |                       |                  |                  |
| Año                | Lugar                 | Medalla          | Categoría        |
| 2021               | Taskent (Uzbekistán)  | Medalla de oro   | 109 kg           |
| 2023               | Riad (Arabia Saudita) | Medalla de oro   | 109 kg           |